# باد آشر
باد آشر (بالإنجليزية: Bud Asher)‏ هو قاضي ومحامي وسياسي أمريكي، ولد في 27 مايو 1925 في الولايات المتحدة، وتوفي في 5 يوليو 2013.